# Бухарестська конвенція
Бухарестська конвенція, Конвенція про захист Чорного моря від забруднення — конвенція, підписана в 1992 році в місті Бухарест (Румунія) представниками Болгарії, Грузії, Росії, Туреччини, Румунії та України. Бухарестська конвенція набула чинності 15 січня 1994 року. Договір визначає зобов'язання цих держав у частині зменшення і контролю забруднення Чорного моря, а також проведення їх моніторингу та оцінки для захисту морського довкілля.
Конкретні заходи містяться у трьох протоколах, які є невід'ємною частиною Конвенції: Протокол про захист морського середовища Чорного моря від забруднення з берегових джерел; Протокол про співробітництво в боротьбі з забрудненням морського середовища Чорного моря нафтою та іншими шкідливими речовинами в аварійних ситуаціях; Протокол про захист морського середовища Чорного моря від забруднення внаслідок скидів. У 2002 році учасники Конвенції підписали Протокол про збереження біорізноманіття і ландшафтів Чорного моря, що включає «Список видів, важливих для Чорного моря».

## Основні положення Конвенції
Учасники Конвенції домовилися вживати всіх необхідних заходів для запобігання і скорочення забруднення морського середовища Чорного моря і боротьби з ним. Конвенція охоплює забруднення:
- з суден;
- ті, що викликаються похованням (навмисним видаленням відходів або інших матеріалів з суден або літальних апаратів, або самих суден і літальних апаратів);
- з тих, які перебувають на суходолі;
- викликані або пов'язані з діяльністю на континентальному шельфі, включаючи розвідку і розробку природних ресурсів континентального шельфу;
- нафтою та іншими шкідливими речовинами в надзвичайних ситуаціях;
- з атмосфери або через неї;
- в результаті транскордонного переміщення небезпечних відходів;
- з будь-яких джерел небезпечними речовинами і матеріалами, зазначеними в Додатку до Конвенції (статті VI—XIV)[4].

Особлива увага при цьому приділяється тому, щоб не завдати шкоди життю в морі та живим ресурсам, зокрема, шляхом зміни середовища їх проживання і створення перешкод для рибальства та інших правомірних видів використання Чорного моря (стаття XIII).
Конвенція передбачає співпрацю в наукових дослідженнях, спрямованих на розробку шляхів і засобів оцінки характеру і ступеня забруднення і його впливу на екологічну систему у водному стовпі і відкладеннях, виявлення забруднених районів, вивчення і оцінку факторів небезпеки і розробку заходів щодо їх усунення; зокрема, альтернативних методів обробки, вилучення ліквідації або використання небезпечних речовин. Учасники домовляються також про розробку програм моніторингу, що охоплюють всі джерела забруднення, а також створення для Чорного моря системи моніторингу забруднення (стаття XV).
Для досягнення цілей Конвенції учасники створюють Комісію по захисту морського середовища Чорного моря від забруднення (Чорноморська Комісія), що складається з представників усіх держав-учасників і збирається на засідання не рідше разу на рік, і Секретаріат, який надає підтримку Комісії. Конвенція визначає функції Комісії та порядок скликання нарад учасників (статті XVII—XIX).

## Пов'язані події
- Щорічно проводиться з'їзд до Дня Чорного моря (31 жовтня — 2 листопада) за участю вчених і політиків, що представляють дані держави[5].
- У 2008 році грузинське міністерство з охорони довкілля зажадало виключити Росію з Бухарестської Конвенції. Міністр Іраклій Гваладзе направив до правління секретаріату відповідного листа, в якому йдеться про затоплення російських військових кораблів біля берегів Грузії.

 «Росія завдала Грузії величезного збитку, російські військові підірвали порт Поті і кораблі, які перебували в морі. Згодом величезна кількість палива вилилася у воду, що призвело до забруднення Чорного моря» — http://www.pravda.ru/news/world/26-08-2008/280814-asdd-0/
- 10 лютого 2009 року в м. Брюссель (Бельгія) була проведена робоча зустріч представників Мінприроди Росії (Володимир Івлєв) з представниками Генерального директорату з довкілля Комісії Європейських співтовариств (Соледад Бланко), на якій обговорювалися питання підготовки нової стратегічної угоди між Росією і ЄС, взаємодії сторін в рамках міжнародних конвенцій та організацій, зокрема, Бухарестської Конвенції[6].

## Чорноморська Комісія (Комісія по захисту морського середовища Чорного моря від забруднення)
Чорноморська Комісія (Комісія по захисту морського середовища Чорного моря від забруднення) — комісія із захисту Чорного моря від забруднення. Разом зі своїм Постійним Секретаріатом є міжурядовий орган з виконання Конвенції про захист Чорного моря від забруднення (Бухарестської конвенції), її Протоколів та Стратегічного плану дій з відновлення та захисту Чорного моря.
Експертну та інформаційну підтримку Комісії та її Постійному Секретаріату надають консультативні групи за наступними напрямками діяльності:
- Проблеми екологічної безпеки судноплавства;
- Моніторинг і оцінку забруднення;
- Контроль забруднення від наземних джерел;
- Розробка єдиної методології щодо комплексного управління береговою зоною;
- Збереження біорізноманіття;
- Екологічні аспекти регулювання рибальства і видобутку інших морських біоресурсів.

Під керівництвом Комісії здійснюється діяльність семи Чорноморських регіональних центрів активності, організованих на базі профільних національних установ. Головування в Комісії здійснюється за принципом ротації в порядку англійського алфавіту.

### Заходи
- 22-я сесія, 19-21 січня 2010 року, м. Стамбул (Туреччина). У ході заходу було розглянуто підсумки міністерської сесії Чорноморської Комісії, яка відбулася у квітні 2009 року в м. Софія (Болгарія). Учасники обговорили хід реалізації сторонами Протоколу щодо запобігання забруднення Чорного моря з наземних джерел і в результаті здійснюваної на суші діяльності. Постійний секретаріат Комісії відзвітував про підготовку проекту юридично обов'язкового документа з питань рибальства у Чорному морі.
- 28-я сесія, 2012 р., м. Стамбул (Туреччина). В ході сесії було розглянуто широке коло питань, що стосуються виконання положень Бухарестської конвенції, а також підготовки доповіді «Про стан морського середовища Чорного моря». Було заслухано звіти діяльності за 2011—2012 рр. шести консультативних груп Чорноморської Комісії. Учасникам була надана інформація про проект будівництва газопроводу «Південний потік»[8].
- У 2010 р. Комісією була складена доповідь, в якій основна увага стосувалася чотирьох напрямків: мир і безпеку, економічний розвиток і добробут, демократичні інститути і ефективне управління, регіональне співробітництво. Для комплексності доповіді були вислухані всі зацікавлені сторони, в тому числі і громадянське суспільство. Комісія провела зустрічі в Стамбулі і Берліні, а її члени також провели дослідження і написали чотири стратегічні доповіді з метою отримання більш широкої перспективи про можливе майбутнє. В результаті, Комісія прийшла до розуміння того, що майбутнє регіону полягає в подальшій демократизації та економічної інтеграції з рештою світу. Також буде потрібно підвищити значимість безпеки, зміцнювати політичну стабільність, докладати наполегливих зусиль для вирішення тривалих конфліктів і відмовлятися від застосування сили для їх врегулювання[9].